# Mollie Orshansky
Mollie Orshansky (ur. 9 stycznia 1915 w Nowym Jorku, zm. 18 grudnia 2006 tamże) – amerykańska ekonomistka i statystyczka. W latach 1963–1965 opracowała pierwsze oficjalne kryteria ubóstwa absolutnego stosowane przez rząd Stanów Zjednoczonych, tzw. ang. Orshansky Poverty Thresholds.

## Życiorys

### Wczesne życie i wykształcenie
Jej rodzice byli niewykształconymi imigrantami pochodzenia żydowskiego, którzy imigrowali do USA z terenu dzisiejszej Ukrainy. Dorastała w ubogiej wielodzietnej rodzinie, choć jak relacjonowała, jej ojciec ciężko pracował. Stwierdziła później: „Kiedy piszę o ubóstwie, nie jest mi potrzebna bujna wyobraźnia, tylko dobra pamięć”.
Studiowała matematykę i statystykę na Hunter College (B.A. 1935), uczęszczając w ciągu późniejszej pracy na zaawansowane kursy ekonomii i statystyki na American University.

### Praca i dalsze życie
Większość kariery spędziła w służbie publicznej jako statystyczka – zajmując się opisem danych o zdrowiu, konsumpcji, odżywaniu, wydatkach – i z biegiem czasu obejmując coraz wyższe stanowiska. Była między innymi szefową sekcji statystycznej biura robót wojennych (National War Labor Board) w latach 1943–45. Od 1958 pracowała jako analityczka w Administracji Ubezpieczeń Społecznych (SSA).
Po 1963 prezydent Lyndon B. Johnson ogłosił plany reform społecznych znanych jako Wielkie Społeczeństwo, którego częścią były programy tzw. Wojny z Ubóstwem. Pojęcie to nie było jednak konkretnie zdefiniowane, i Orshansky stanęła przed zadaniem wyznaczenia obiektywnych kryteriów ubóstwa. Wykorzystała w tym celu swoje wcześniejsze zadania, w ramach których zajmowała się standaryzowanymi miarami kompletnych dietetycznie posiłków. Podstawą jej podejścia do progów ubóstwa było oparcie ich możliwie dokładnie na koszcie pożywienia wystarczającego do zaspokojenia minimalnych potrzeb dietetycznych (w wielu szczegółowych wariantach). Było to znacznie precyzyjniejsze od rozważanych alternatyw, i pozwoliło na oszacowanie, że w tym czasie ok. 17–23 miliony dzieci żyły w rodzinach o dochodach spełniających kryteria ubóstwa.
W 1976 jej prace uhonorowano specjalną nagrodą SSA. Przeszła na emeryturę w 1982, i zmarła w 2006. Wskaźniki oparte na jej metodzie są – z różnorodnymi ulepszeniami – stosowane do dziś.